# Kumazawa Banzan
Kumazawa Banzan (熊沢蕃山?   1619 - 1691) fue un filósofo del período Tokugawa adherente a la rama del Neoconfucianismo llamada Yōmeigaku. Esta escuela de pensamiento (también conocida como Ōyōmei-gaku), es la interpretación pragmática de las enseñanzas de Wang Yangming (Ō Yōmei en japonés). 

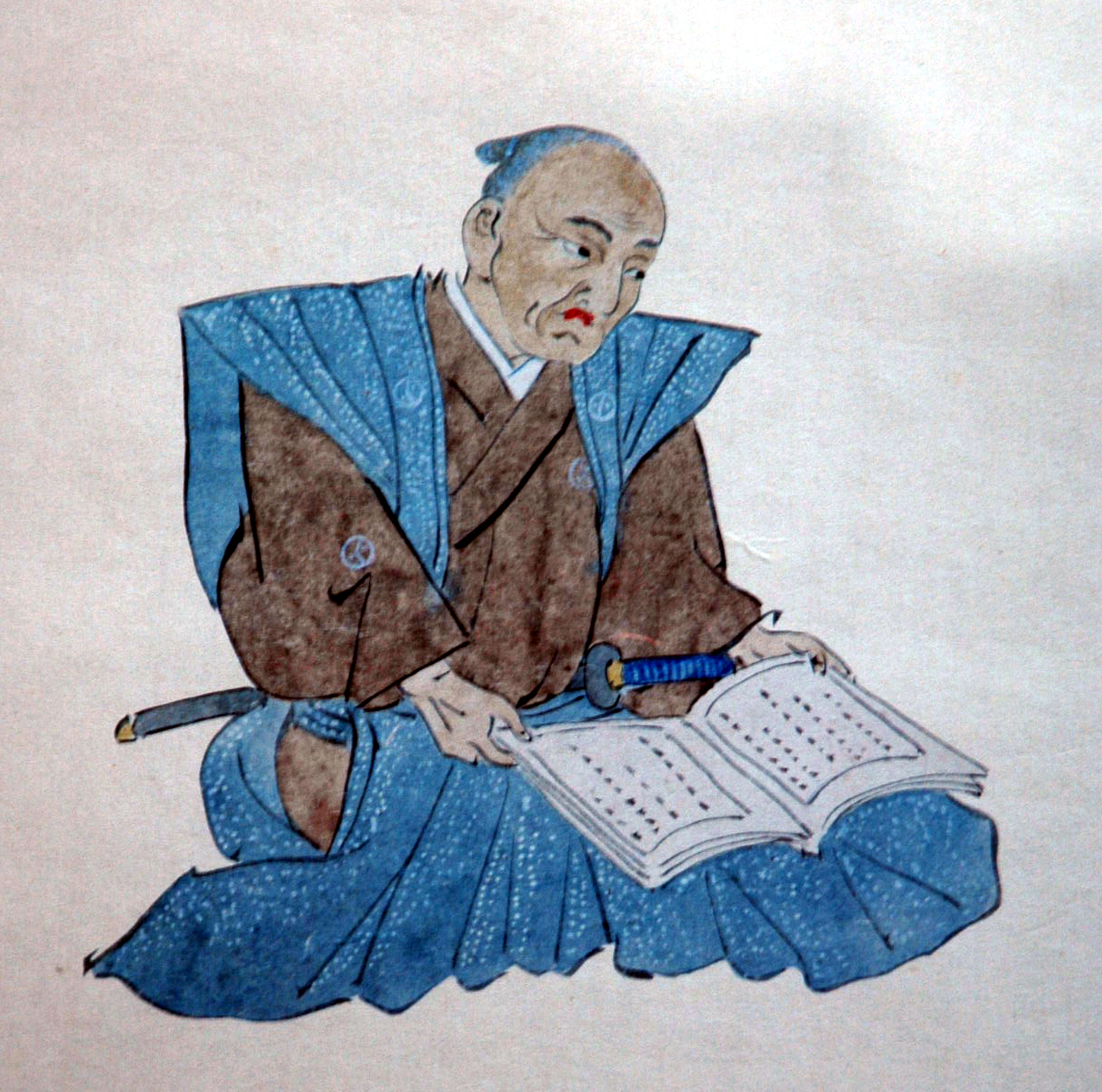
Kumazawa Banzan.

Pero adicionalmente, Banzan en sus escritos manifestaba una inclinación política y práctica, haciendo varios comentarios sobre el gobierno, la economía, la educación y la religión del Japón. Su teoría del Shinto refleja la influencia que la escuela del confuciano Nakae Tōju tuvo en su época y región, basada en la teoría de ji-sho-i, a saber, según la cual la conveniencia de las decisiones se basaba en circunstancias concretas de "tiempo, lugar y posición social". 
Los argumentos que manifestó en obras tales como Miwa monogatari (Cuento de Miwa) y Shintō daigi (Gran Tratado de Shinto) son caracterizados por su intento de reconciliar las ideas del Confucianismo y el Sintoísmo, y por su retórica antibudista.

## Biografía

### Primeros años
Nació en Kioto Inari (en la actualidad Shimogyō-ku, Kioto) como el mayor de seis hijos. Su padre, un rōnin, se llamaba Nojiri Tōbei Kazutoshi y su madre se llamaba Kamejo. Su nombre como niño era Sashichirō, y a la edad de ocho años fue adoptado por su abuelo materno, Kumazawa Morihisa, de quien tomó su apellido. En 1634, tras ser recomendado por Itakura Shigemasa, un vasallo del clan Tokugawa, entró al servicio del daimyo Ikeda Mitsumasa, líder del dominio Okayama en la provincia de Bizen. Dejó la casa de Ikeda por un tiempo, regresando al hogar de su abuelo en Kirihara, en la provincia de Omi (ahora Omihachiman, Shiga).

### Vida en el dominio Okayama
Tres años después, de nuevo tras la recomendación de la familia Kyōgoku, regresó a trabajar al dominio Okayama. A medida que el pensamiento de Ikeda Mitsumasa se inclinaba hacia el Yōmeigaku, éste comenzó a acudir cada vez más a Banzan, pues lo valoraba por haber sido estudiante de Nakae Tōju. Banzan se dedicó principalmente a trabajar en la escuela Han (hankō) llamada Hanabatake Bokujō (花畠教場), que abrió sus puertas en 1641, convirtiéndola en una de las primeras del Japón. En 1647 Banzan se convirtió en ayudante militar, recibiendo el pago de 300 koku, y en 1649 viajó con Mitsumasa a Edo.
En 1650 fue promovido a capitán de un grupo de artillería (鉄砲組), y un año más tarde planteó las reglas para un Hanazonokai (花園会), un lugar para la educación de la gente común. Este fue el antecedente de la primera escuela para educar plebeyos, Shizutani Gakkō (閑谷学校), que abrió sus puertas en 1670, cuando Banzan terminó su servicio en ese dominio.
En 1654, cuando las planicies de Bizen fueron afectadas por inundaciones y hambrunas, dedicó toda su energía, junto a Tsuda Nagatada, a ayudar a Mitsumasa a remediar la situación. Trabajó para desarrollar la agricultura, incluyendo modos para aliviar a los campesinos hambrientos y proyectos de ingeniería para conservar las montañas y los ríos. Sin embargo, sus audaces reformas al gobierno del dominio le llevaron a oponerse a los ancianos tradicionalistas (Karō). Adicionalmente, Banzan era seguidor de la escuela Yōmeigaku, mientras que la escuela oficial del shogunato Tokugawa era la Shushigaku (朱子学, escuela de Zhu Xi), razón por la cual fue criticado por eruditos tales como Hoshina Masayuki y Hayashi Razan.
En consecuencia Banzan no tuvo otra opción más que abandonar el castillo de Okayama y vivir escondido en Shigeyama-mura (蕃山村), en el distrito Wake (ahora Shigeyama, Bizen, Okayama. El nombre con el cual se lo conoce hoy en día, "Banzan", se deriva de la palabra "Shigeyama". El lugar donde se ubicaba su casa es Banzan-chō, Okayama-shi.

### Hostigamiento y últimos años
Finalmente, en 1657, abandonó el dominio Okayama, pues no pudo soportar la presión del shogunato y los líderes del dominio.
En 1658 viajó a Kyoto y abrió una escuela (Juku) privada. En 1660, bajo petición de Nakagawa Hisakiyo, viajó a Tateta, Oita, para dar indicaciones sobre el manejo de la tierra. Para 1661 su fama había crecido, y fue de nuevo vigilado por el shogunato, finalmente siendo expulsado de Kioto por Makino Chikashige, ayudante del líder del Shoshidai de Kioto (京都所司代).
En 1667 escapó a Yoshinoyama, provincia de Yamato (ahora Yoshino, Nara). Entonces fue a Kaseyama, provincia de Yamashiro (ahora Kizugawa, Kyoto) para vivir a escondidas. Pero dos años más tarde, por órdenes del shogunato, fue puesto bajo el control de Matsudaira Nobuyuki, daimyo del dominio Akashi, en la provincia de Harima. En 1683, como Nobuyuki fue transferido a la provincia de Kōriyama, viajó a Yatayama, provincia de Yamato (ahora Yamatokoriyama, Nara).
En 1683 recibió una invitación del Tairō (大老) Hotta Masatoshi, pero la rechazó. Para este entonces a menudo escribía, y criticaba las políticas del shogunato, en especial la Sankin kōtai (参勤交代), la Heinō Bunri (兵農分離) y el sistema hereditario. También era crítico del gobierno del dominio Okayama. La meta de Banzan era reformar el gobierno japonés defendiendo la adopción de un sistema político basado en el mérito en vez de la herencia y el empleo de principios políticos para reforzar el sistema de mérito.
En 1687 fue puesto bajo el control de Matsudaira Tadayuki, quien era daimyo del dominio Koga (en la provincia de Shimousa), y también heredero de Matsudaira Nobuyuki. Éste lo mantuvo arrestado dentro del Castillo de Koga. En 1691 el rebelde confuciano enfermó y falleció dentro del Castillo a la edad de 74 años.

## Pensamiento
Los extensos trabajos literarios de Banzan datan principalmente del período de su retiro en Okayama. Entre ellos se hallan misceláneas relacionadas con el Confucianismo en Japón y con asuntos contemporáneos, incluyendo temas económicos y financieros; comentarios de los clásicos confucianos; un importante tratado sobre la política económica contemporánea titulado Daigaku wakumon; una serie de diálogos en los cuales personas de diferentes grupos sociales discuten diversos temas; y un destacable comentario de la novela Genji Monogatari.
Banzan perteneció a aquella generación de pensadores de inicios del período Tokugawa quienes fueron los primeros en explorar seriamente la relevancia práctica en su propia sociedad del neoconfucianismo chino, como fue establecido durante las dinastías Song y Ming. Personalmente, aceptó las interpretaciones metafísicas de esa tradición, incluyendo el concepto de un mundo dualísticamente estructurado de li (en Japón, ri, “principio”) y ch’i (en Japón, ki, “éter”). También fue simpatizante de la doctrina neoconfuciana de la mente (Yōmeigaku), que declaraba que es un deber del hombre regenerarse a través de la auto cultivación. 
Como la mayoría de sus contemporáneos confucianos, fue antibudistas y anticristiano. Su pensamiento se caracteriza por un eclecticismo que es evidente en sus intentos de combinar las tradiciones intelectuales de Wang Yangming y Zhu Xi. Respecto a ese último, Banzan se adhería a su énfasis en la introspección como una técnica de auto cultivación y en la conciencia subjetiva en determinar la acción. Siguiendo la doctrina de Zhu Xi, Banzan defendía la idea de que el ri era racionalmente accesible y un principio objetivo oculto en los mundos natural y social. 
Su pragmatismo puede verse en su firme posición antidoctrinaria y en su voluntad para adaptar a condiciones japonesas muchas instituciones convencionales confucianas chinas, como la sepultura de los muertos, los rituales de luto, etc. Este pragmatismo fue fundamentado por sofisticadas teorías de historia y geografía que relacionaban el temperamento nacional con el ambiente físico e histórico. 

## Legado
Los restos de Kumazawa Banzan fueron enterrados por Tadayuki con mucha ceremonia en Keienji, Ōtsutsumi (Prefectura de Ibaraki). La inscripción inicial en su lápida decía "tumba de Sokuyūken", usando su nombre póstumo, pero fue luego cambiada por "tumba de Kumazawa Sokuyūken Hatsukei" (熊沢息游軒伯継墓).
En el período Bakumatsu (entre 1853 y 1867), la filosofía de Banzan fue redescubierta, e influenció en gran medida la estructura de gobierno. Fue apoyada, entre otros, por Fujita Tōko y Yoshida Shōin, e influyó en gran medida a la caída del shogunato. Katsu Kaishū incluso se refirió a Banzan como "un héroe en ropaje confuciano".
En 1910 el gobierno honró a Banzan con el título de Cuarto Rango Superior (正四位) en reconocimiento a su contribución al desarrollo del aprendizaje durante el período Edo.

## Obras
- Shūgi Washo (集義和書)
- Shumu Gaisho (集義外書)
- Daigaku Wakumon (大学或問)